# Комутационен панел
Комутационен панел или контролен панел (терминът зависи от областта на приложение) представлява щекерно наборно поле за контакти (гнезда), в които могат се включват щепсели за затваряне на електрическа верига. Комутационните панели се използват за работа на записващо оборудване (на английски: Unit record equipment), в ранните телефонни централи и сметачни машини, както и в някои шифроващи машини (напримерЕнигма.
Пултовете за управление са въведени през 1906 г., за управление на табулиращи машини.